# Nils Tull
Nils Tull, med artistnamnet Melo, född 25 oktober 1980 i Ystad, är en svensk sångare, pianist och låtskrivare.

## Karriär
Melo lät en sjuspårsdemo nå ut till en liten skara inom Musiksverige. Denna demo blev uppmärksammad. Två av spåren på demon är Too Good och Forever. Melo har medverkat i SVT:s Musikbyrån och i P3 Soul med Mats Nileskär. Melo har medverkat på en mängd produktioner av houseproducenten Rasmus Faber, arbetat med Oscar Sharp, körat för Pauline och Christian Walz och medverkat på olika svenska soulsamlingar samt på album med hiphopduon Up Hygh. Han har även medverkat tillsammans med sin mor Karin Glenmark och andra artister som Monica Forsberg på albumet "Disney Babies: barnens bästa sånger" (1990).
Melo släppte under 2008 sitt första fullängdsalbum betitlat Off my chest. Nils Tull är även medlem i skank-a-tronic-bandet Hoffmaestro & Chraa.
Under namnet N. Tull släppte Nils Tull våren 2024 EP:n EP1, en samproduktion med producenten HNNY.

## Familj
Nils Tull är son till trombonisten Per-Olof Tull och Karin Glenmark samt systerson till Anders Glenmark.
Han har en son, född 2010, och en dotter, född 2019, tillsammans med Veronica Maggio.

## Produktioner (urval)
- The soul of Swedish underground vol 1 (2004)
- Raw Fusion Bass-Ment classics (2005)
- Oscar Sharp feat. Melo "Runaway" (2005)
- Up Hygh "The Venus Album" (2006)
- Melo "Off my chest" (2008)
- Hygher baby "Let me play U something U have never heard" (2008)
- Little Jinder feat. Melo "Inga E Som Vi E" (2014)
- Melo "Karma" EP (2016)